# Eriya Kategaya
Eriya Kategaya, né le 4 juillet 1945 dans le district de Ntungamo et mort le 2 mars 2013 à Nairobi (Kenya), est un avocat et un homme politique ougandais.

## Biographie
Ami d'enfance de Yoweri Museveni, il poursuit sa scolarité dans les mêmes établissements que le futur président et étudie comme lui à l'Université de Dar es Salaam (alors nommée Université d'Afrique orientale). Il obtient un Bachelor of Laws.
Il se joint au groupe de rebelles fondé par Museveni en 1972 et fait partie des fondateurs du Mouvement patriotique ougandais, en 1980. Il est également membre du Mouvement de résistance nationale (MRN), fondé par Museveni à son arrivée au pouvoir en 1986.
Entre 1986 et 2001, il est considéré comme le numéro 2 du régime : il sert comme commissaire politique du MRN et occupe différents ministères. À partir de 2001, il est ministre de l'Intérieur. Il s'oppose à un amendement de la constitution supprimant les limites du mandat présidentiel. Il est alors démis de son poste ministériel, avec d'autres ministres (2003), et retourne à la pratique du droit dans un cabinet de Kampala.
En 2004, il est l'un des fondateurs du Forum pour un changement démocratique, qui devient le principal parti d'opposition à Museveni à partir des élections de 2006. Kategaya se réconcilie cependant avec Museveni, qui le fait rentrer au gouvernement en le nommant vice-premier ministre et ministre des Affaires d'Afrique orientale.